# Le Cheval de fer (série télévisée)
Pour les articles homonymes, voir Le Cheval de fer.
Le Cheval de fer (The Iron Horse) est une série télévisée américaine en 47 épisodes de 50 minutes, créée par James Goldstone et Stephen Kandel, et diffusée entre le 12 septembre 1966 et le 6 janvier 1968 sur le réseau ABC.
En France, la série a été diffusée à partir du 27 avril 1969 sur la deuxième chaîne de l'ORTF puis rediffusée en 1973. Rediffusion en juin 1988 dans La Une est à vous sur TF1.

## Synopsis
En 1880, lors d'une partie de poker, l'aventurier Ben Calhoun gagne la partie construite de la compagnie de chemin de fer Buffalo Pass, Scalplock and Defiance Line Railroad. Il entreprend de terminer la construction de la ligne ferroviaire, malgré les Indiens, les hors-la-loi et les pilleurs de trains.

## Distribution
- Dale Robertson : Ben Calhoun
- Robert Random (en) : Barnabas Rogers
- Gary Collins : Dave Tarrant
- Ellen Burstyn : Julie Parsons

## Épisodes
- 26 épisodes ont été doublés en français.

### Première saison (1966-1967)
1. Vers l'Ouest (Joy Unconfined) ;
2. Pari tenu (The Dynamite Driver) ;
3. La crête du Diable (High Devil) ;
4. Droit de passage pour le paradis (Right of Way Through Paradise) ;
5. La fille du héros (Pride at the Bottom of the Barrel) ;
6. Mon associé de charme (Broken Gun) ;
7. L'homme cougar (Cougar Man) ;
8. Nuage de guerre (War Cloud) ;
9. Pas de mariage pour Tony (No Wedding Bells for Tony) ;
10. Une étrange forteresse (The Man from New Chicago) ;
11. L'explosion (Explosion at Waycrossing) ;
12. Ce que femme veut (Through Ticket to Gunsight) ;
13. Titre français inconnu (Town Full of Fear) ;
14. Un grand capitaine  (Big Deal) ;
15. Des dizaines de façons de tuer (A Dozen Ways to Kill a Man) ;
16. Titre français inconnu (Hellcat) ;
17. Bienvenue au général  (Welcome for the General) ;
18. Le Sang des Pembrooke (The Pembrooke Blood) ;
19. Le volcan roulant (Volcano Wagon) ;
20. Titre français inconnu (The Bridge at Forty-Mile) ;
21. Duo de fer (Shadow Run) ;
22. Les faux aristocrates (Banner with a Strange Device) ;
23. Titre français inconnu (Appointment with an Epitaph) ;
24. Le grand chef (The Red Tornado) ;
25. Titre français inconnu (Decision at Sundown) ;
26. Titre français inconnu (The Passenger) ;
27. Le coussin de velours (The Execution) ;
28. Titre français inconnu (Death by Triangulation) ;
29. La fièvre de l'or (The Golden Web) ;
30. La Robe écarlate (Sister Death).

### Deuxième saison (1967-1968)
1. Diablo (Diablo) ;
2. Titre français inconnu (Consignment, Betsy the Boiler) ;
3. Titre français inconnu (Gallows for Bill Pardew) ;
4. Titre français inconnu (Five Days to Washtiba) ;
5. Titre français inconnu (The Silver Bullet) ;
6. Titre français inconnu (Grapes of Grass Valley) ;
7. Vouloir n'est pas toujours pouvoir (Leopards Try, But Leopards Can't) ;
8. Le retour de Hode Avery (The Return of Hode Avery) ;
9. Titre français inconnu (Four Guns to Scalplock) ;
10. Titre français inconnu (Steel Chain to a Music Box) ;
11. Titre français inconnu (Six Hours to Sky High) ;
12. Titre français inconnu (T Is for Traitor) ;
13. Titre français inconnu (Dealer's Choice) ;
14. Titre français inconnu (Wild Track) ;
15. Titre français inconnu (Death Has Two Faces) ;
16. Titre français inconnu (The Prisoner) ;
17. Titre français inconnu (Dry Run to Glory).